# تيد كوكس (لاعب كرة قاعدة)
تيد كوكس (بالإنجليزية: Ted Cox) هو لاعب كرة قاعدة أمريكي، ولد في 24 يناير 1955 في أوكلاهوما سيتي في الولايات المتحدة.

## وصلات خارجية
- تيد كوكس على موقع دوري كرة القاعدة الرئيسي (الإنجليزية)
- تيد كوكس على موقعبيزبول رفرنس.كوم (الدوري الرئيسي) (الإنجليزية)
- تيد كوكس على موقعبيزبول رفرنس.كوم (الدوري الثانوي) (الإنجليزية)